# Femboy

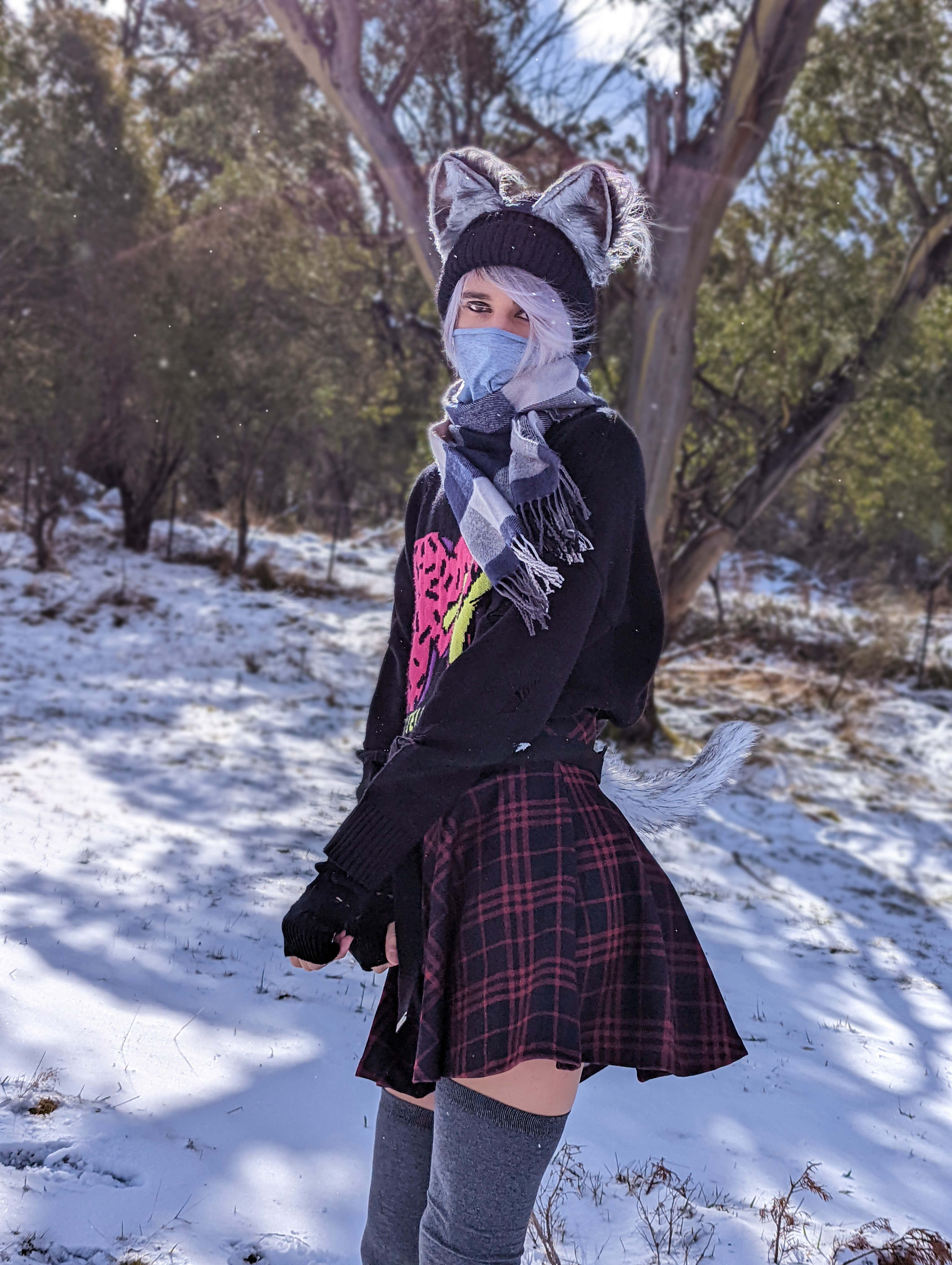
Przykład tego, jak może wyglądać femboy.

Femboy lub femboi — określenie używane w stosunku do młodego, zazwyczaj cispłciowego mężczyzny wykazującego tradycyjnie kobiece cechy. Termin może mieć charakter pejoratywny; część społeczności LGBT używa go jednak jako określenie jednej z form ekspresji płciowej. Mimo że zniewieściałych mężczyzn często uważa się za gejów, to termin ten nie jest tożsamy z żadną orientacją seksualną ani z określonymi rolami płciowymi.

## Etymologia
Określenie femboy jest połączeniem angielskich słów feminine (kobiecy) oraz boy (chłopak); po raz pierwszy pojawiło się w latach 90. jako pejoratywne określenie mężczyzny nieprzestrzegającego męskich ról płciowych. Na początku XXI wieku termin ten zaczął być używany jako pozytywny środek samoidentyfikacji. Femboi jest alternatywną pisownią nawiązującą najpewniej do słowa boi, będącego alternatywną pisownią angielskiego boy, ale też slangowym określeniem na męską lesbijkę, młodego trans mężczyznę albo młodego biseksualnego lub homoseksualnego mężczyznę, który posiada pewne zniewieściałe cechy.

## Charakterystyka

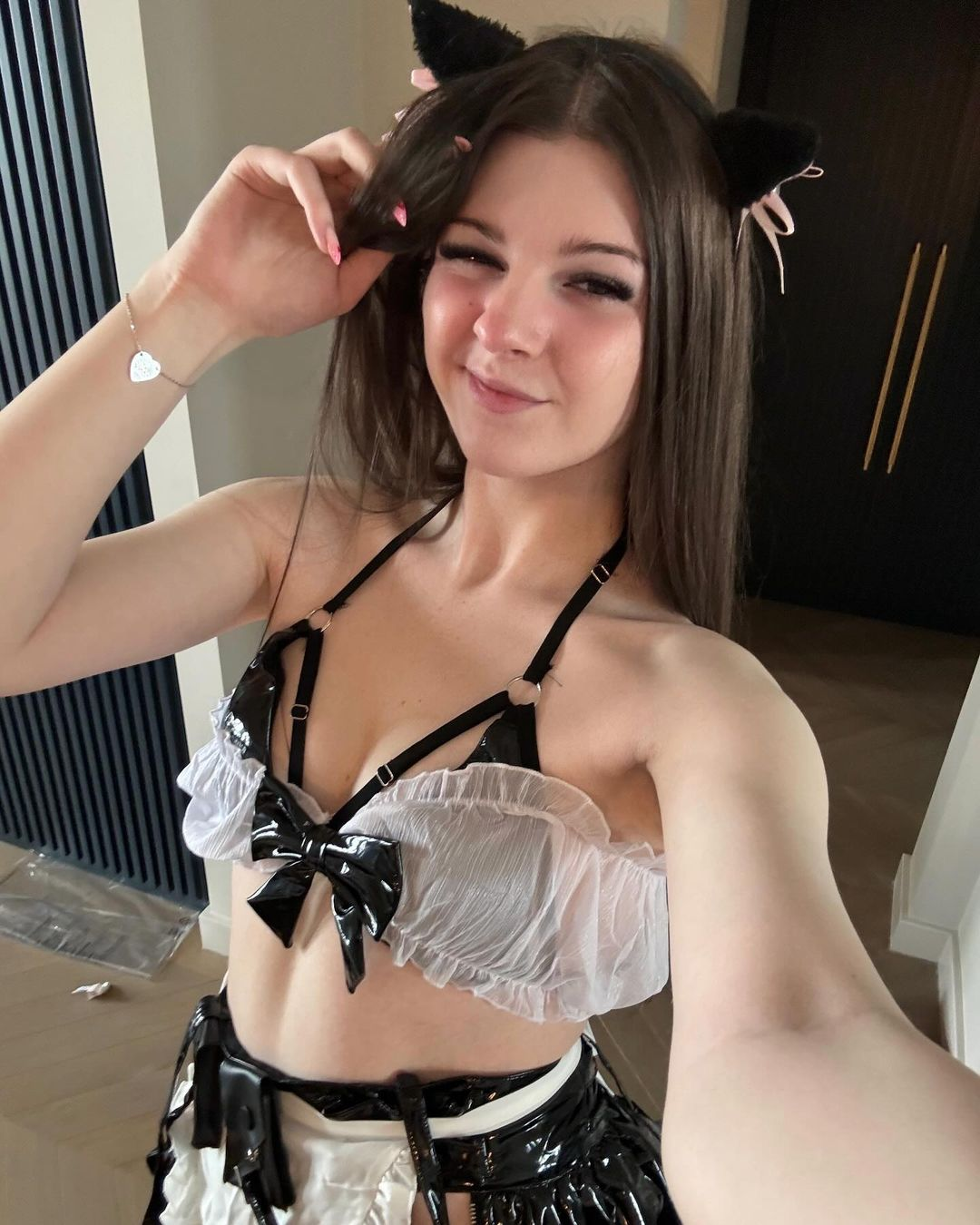
Genderfluid femboy F1NN5TER

Przeprowadzona w 2022 r. analiza najbardziej popularnych twórców płci męskiej na platformie TikTok wykazała występowanie cech kobiecych, takich jak farbowanie włosów i noszenie biżuterii. W artykule stwierdzono, że najwyżej oceniani twórcy na tej platformie są „dość homogeniczną grupą; [...] prawie wyłącznie biali, wysportowani i młodzi, o idealnej lub niemal idealnej symetrii twarzy i znacznej ilości ozdób na ciele”. Zdaniem autorów używali oni określenia femboy, jako zamiennika takich określeń jak gej i zniewieściały. Femboy może praktykować crossdressing — ubrania kojarzone z estetyką femboyów to spódnice, sukienki i pończochy do połowy uda. Jules Joanne Gleeson twierdzi, że femboys z serwisu 4chan „często, ale nie zawsze, korzystają z HRT”. Wiele femboyów idealizuje kobiecą sylwetkę z płaską klatką piersiową, co skłania niektórych do stosowania leków stosowanych w hormonalnej terapii korekty płci w połączeniu z substancjami rzekomo hamującymi wzrost piersi. Młodzieńczy charakter kultury femboyów nasuwa pytania o to, jak długo można pozostać femboyem.
Femboy podobny jest do pojęcia shemale, ponieważ oba odnoszą się do osób wykazujących jednocześnie męskie i kobiece cechy. Femboye wyrażają jednak kobiecość w delikatny sposób, bez uciekania się do seksualizacji kobiecego ciała, poprzez np. duże piersi. Emerald Vaught w czasopiśmie naukowym Porn Studies postrzega femboyów jako grupę obejmującą zarówno zniewieściałych, cispłciowych mężczyzn , jak i (pomimo braku fizycznej kobiecości) kobiety transpłciowe pełniące rolę pasywnych partnerów seksualnych. W pornografii postrzega femboyów jako osoby łączące ideę „młodego wyglądu” twinków i „reprezentujące element fantazji seksualnej” dotyczącej transpłciowej kobiecości.

## Zauważalność
Wraz z upowszechnieniem się tego terminu w Internecie zaczęły powstawać społeczności femboyów. Około 2018 roku określenie „femboy” pojawiało się prawie wyłącznie na platformie 4chan, zwłaszcza na forum /lgbt/. Później stało się popularne na takich serwisach jak Reddit i TikTok. Na Reddicie można znaleźć zarówno treści o charakterze seksualnym, jak i nieseksualnym dotyczące femboyów. Społeczność r/feminineboys powstała w 2012 roku i do maja 2025 roku zgromadziła 303 000 członków; na stronie znajdują się również społeczności pornograficzne, takie jak r/FemBoys. TikTok jest uważany za bezpieczną przestrzeń, umożliwiającą wolność ekspresji płciowej. Estetyka femboyów porównywana bywa do takich postaci z kultury popularnej jak Harry Styles; pomogły w jej upowszechnieniu popularne trendy, jak „#FemboyFriday”, oraz memy, jak „Femboy Hooters”.

Proponowana flaga femboyów

Istnieje nieoficjalna flaga femboyów, która składa się z siedmiu poziomych pasów w kolorach różowym, jasnoróżowym, białym i jasnoniebieskim. Kolory te symbolizują kobiecą estetykę, kobiece zachowanie, niebinarne tożsamości i męskość.
Zdaniem Aye Lei Tun kultura femboyów miała swój wyraz podczas Wiosennej Rewolucji w Mjanmie, będącej protestem przeciwko rządzącej juncie wojskowej ustanowionej po zamachu stanu w 2021 roku. Podczas protestów stroje typowe dla femboyów były wykorzystywane w celu uzyskania rozgłosu. Niezgodne z normami płciowymi stroje nosili protestujący, którzy nie identyfikowali się jako femboye. Aye Lei Tun postrzega wprowadzenie kultury femboyów, która wcześniej była nieznana w Mjanmie, jako taktykę prowadzącą do „społecznej i kulturowej rewolucji ideologicznej”. W publikacji ISEAS – Yusof Ishak Institute z 2021 r. opisano działania femboyów przeciwko juncie jako„podważające jej domniemaną władzę”, porównując je do sprzeciwu wobec udziału Stanów Zjednoczonych w wojnie w Wietnamie i antywojennego hasła „make love, not war” (czyń miłość, a nie wojnę).

## Odbiór społeczny
Estetyka femboy została określona przez Vice News jako przykład „łamania tradycyjnych norm męskości”, który dowodzi, że „opresyjne normy płciowe powoli ulegają rozpadowi”. W serwisie TikTok estetyka ta cieszy się popularnością, chociaż twórcy treści przedstawiających styl femboy spotkali się z homofobicznymi wyzwiskami i groźbami przemocy.

### Krytyka
Krytycy uważają, że femboye utrwalają dominację mężczyzn i pomijają istniejący dyskurs dotyczący tożsamości płciowej. W artykule opublikowanym w magazynie Mission Marissa Lee skrytykowała heteroseksualnych femboyów za „przypisywanie sobie odpowiedzialności za przełamywanie takich barier” i „nieprzyczynianie się praktycznie w żaden sposób do dialogu na temat płynności płciowej. Jeśli już, to [istnienie femboyów] podkreśla wszechogarniającą męskość”. Artykuł opublikowany w Social Media+Society stwierdza, że „estetyka femboyów” najpopularniejszych twórców treści na TikToku „odzwierciedla i wzmacnia istniejące wzorce nierówności płciowej” i nie przyczynia się do podważania heteronormatywnych wyobrażeń o męskości:
Kiedy mężczyźni przekraczają granice genderowe [...], robią to, nawiązując do cech charakterystycznych dla hegemonicznej męskości, łącząc swoje zachowania z tekstami utworów muzycznych i fizycznymi gestami, które seksualizują kobiety i potwierdzają męskość, brawurę i siłę mężczyzn jako formę heteroseksualnej rekuperacji.
Część organizacji skrajnie prawicowych (w tym alt-rightowych) i antygenderowych szerzy teorię spiskową, według której pojawienie się subkultury femboyów, podobnie jak „istnienie żab zmieniających płeć”, miało być rzekomo skutkiem opracowanego przez globalistyczną elitę planu na zwiększenie populacji osób LGBTQ+ poprzez stosowanie substancji chemicznych zaburzających gospodarkę hormonalną w wodzie pitnej. Postacie takie jak Guillaume Faye uznały zjawisko feminizacji społeczeństwa za przykład upadku zachodniej cywilizacji.